# Viatges missioners de Pau

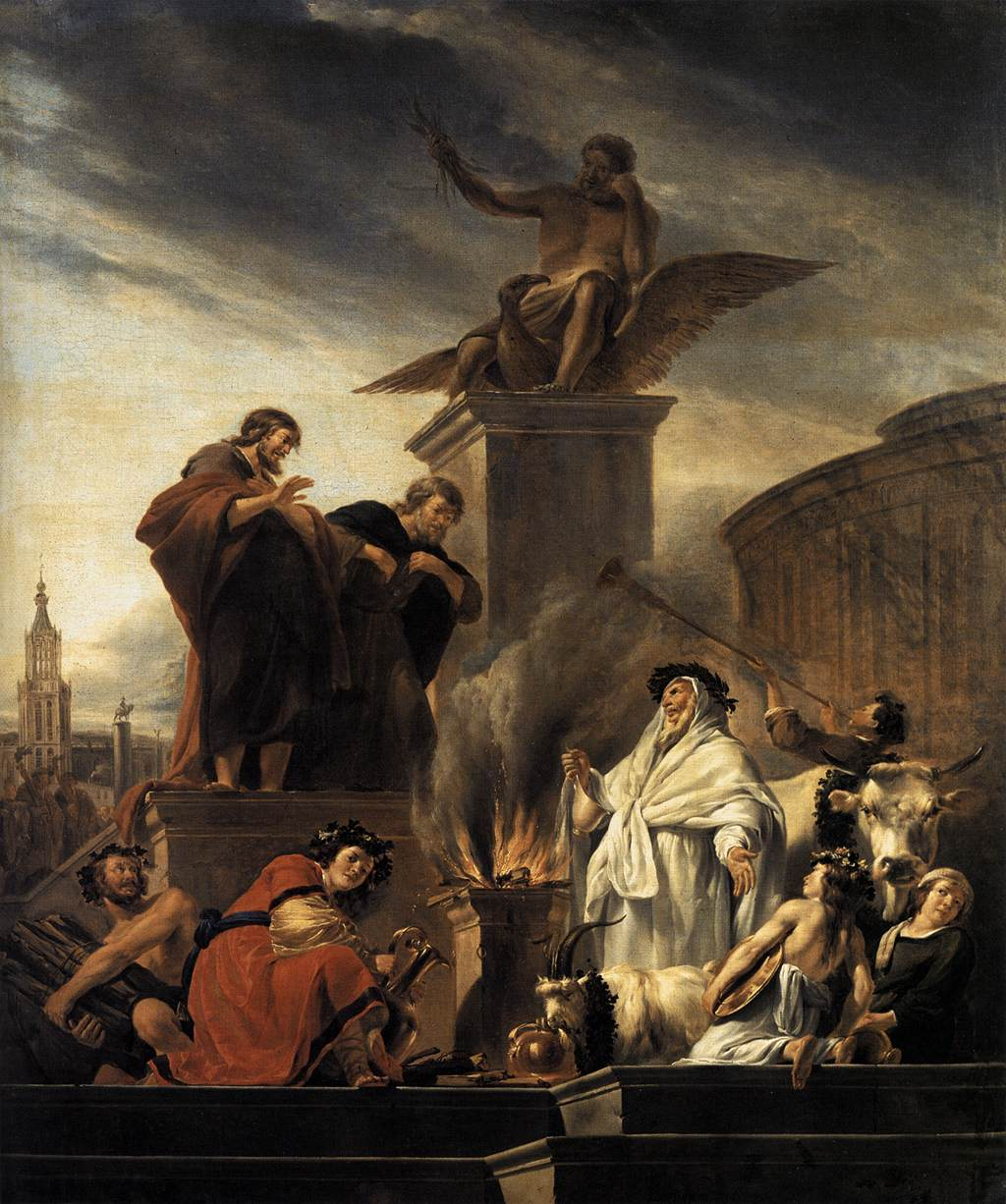
Pau i Bernabé a Listra, oli sobre tela de Nicolaes Berchem.

Els viatges missioners de Pau són una sèrie de viatges narrats al Llibre dels Fets dels Apòstols que realitzà l'apòstol Pau per evangelitzar i estendre el cristianisme. Són oficialment tres viatges missioners, als que s'hi afegeix un quart viatge que és la travessia en què presoner viatja fins a Roma.

## Primer viatge

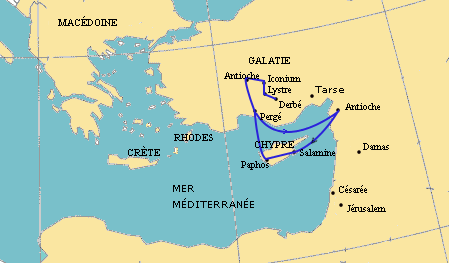
Primer viatge missioner de Pau

El primer viatge dura del 45 al 49 i el fa amb Bernabé i el cosí d'aquest Joan Marc. Surten per mar de Selèucia cap Xipre, on canvia el seu nom de Saule pel de Paulus (el seu cognomen romà) i visiten també Pamfília i Antioquia de Pisídia per retornar de nou a Jerusalem. Segons Els Fets dels Apòstols no foren gaire ben rebuts i fins i tot foren insultats

## Segon viatge

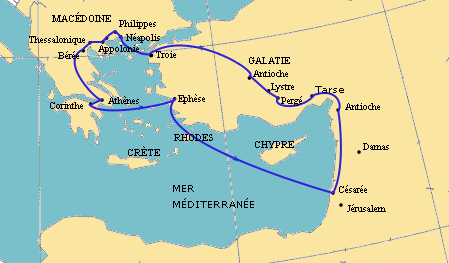
Segon viatge missioner de Pau

El segon viatge començà per terra, Pau el realitzà juntament amb un altre deixeble anomenat Silas o Silvà, sortiren de Jerusalem cap a Cesarea, després a Ptolemaida, i passaren per Tir i Sidó per arribar a Síria i d'allà a l'Àsia Menor, arribant a Antioquia; des d'allà anaren a Tars —ciutat natal de Pau—; aquest viatge començà sobre el 49 o 52 dC. Ja a l'Àsia Menor arribaren a la ciutat de Derbe, i després a Listra; allà se'ls uní Timoteu d'Efes, i es dirigiren a Tròade, ciutat propera a la mar Egea. La ruta clàssica de l'època era passar per les següents ciutats per arribar des de Listra a Tròade: Iconi, Antioquia i Dorylaeum; a Tròade se'ls hi uní Lluc al grup, i junts es dirigiren cap a Macedònia, fent peu a la ciutat de Neàpolis per després arribar a Filipos, d'on, travessant per Amfípolis i Apol·lònia d'Il·líria, es dirigiren a Tessalònica. De Tessalònica, on s'hi estigueren un temps, anaren a Berea, després a Atenes i a Corint, i finalment a Cèncrees, d'on per mar anaren a Efes i d'allà a Cesarea per tornar a Jerusalem.

## Tercer viatge

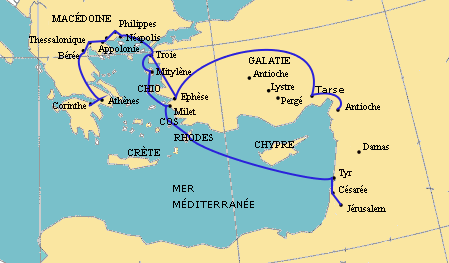
Tercer viatge missioner de Pau

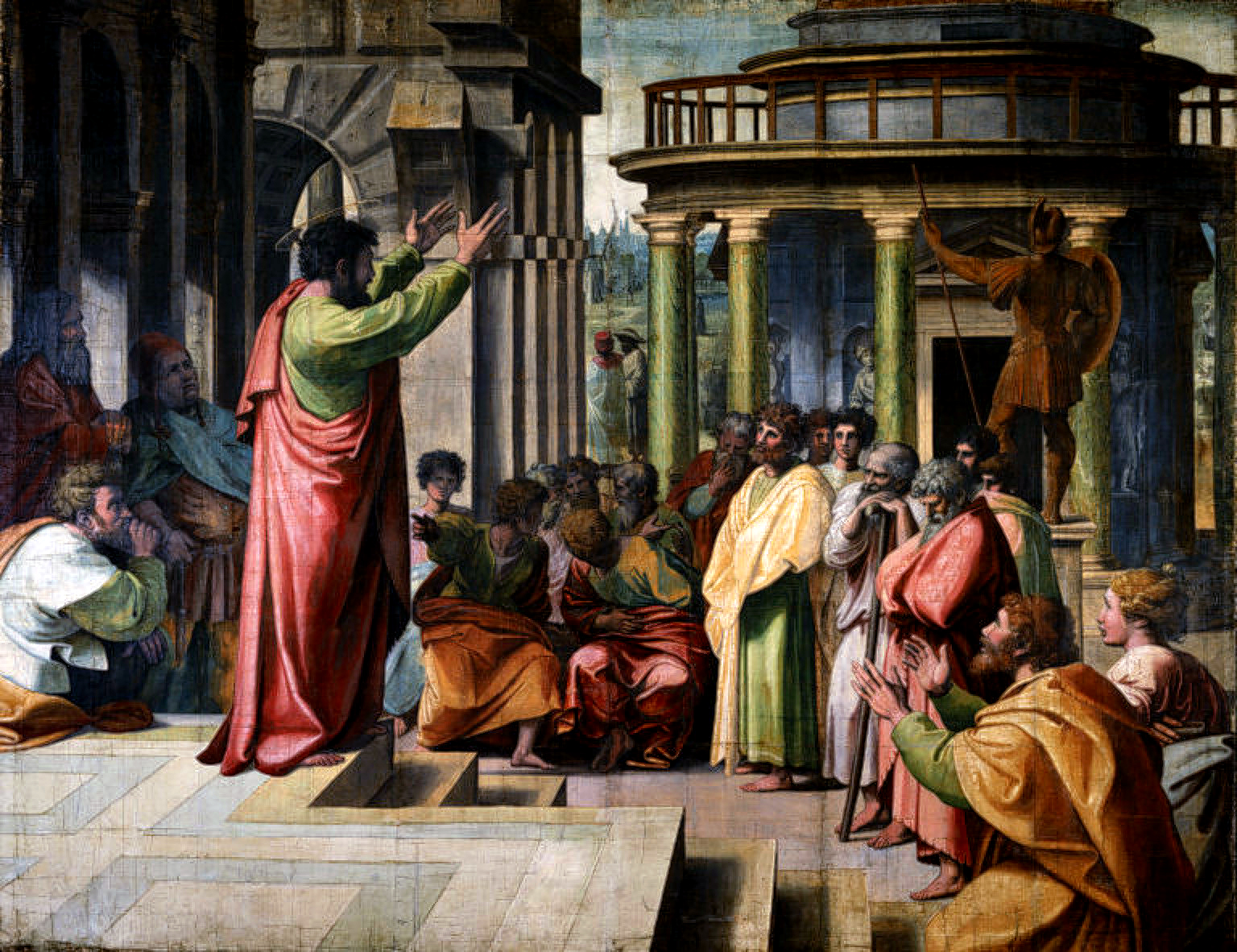
Predicació de Sant Pau a Atenes (1515-1516), cartró de Rafael Sanzio

El tercer viatge fou sobre els anys 53 a 56 dC, Pau va partir per terra des d'Antioquia fins a Tars, passant per Derbe, Listra, Iconi i Antioquia de Pisídia; d'allà anà a Efes, i d'Efes per mar cap a Assus; d'Assus anà cap a Macedònia passant per Neàpolis, Filipos i Amfípolis, per mar anà a Corint, i després, per terra, a Atenes, Véria i Tessalònica, tornant pel mateix camí fins a Efes. Des d'aquesta ciutat anà per mar a Milet i a Pàtara, i des d'allà tornà, aturant-se a Tir i Cesarea, a Jerusalem entre el 56 i el 57 dC.

## Quart viatge: viatge de captivitat
Partiren del port de Cesarea, i arribaren en un dia al port de Sidó, des d'aquesta ciutat estant, on romangueren diversos dies, es dirigiren, costejant entre Xipre i Cilícia, al Regne de Mira; aquesta travessia durà uns quinze dies. Des de Mira reemprengueren el viatge cap a Creta, fins al port de Lasea.
- Esdeveniments: Pau embarcà amb altres presoners cap a Itàlia. A l'escala de Sidó li permeteren de visitar els seus amics i que ells l'atenguessin. Després de quinze dies de navegació, arribaren a Mira, i allà prengueren una nau d'Alexandria per arribar a Lasea, Creta. El centurió Juli, malgrat els advertiments de l'Apòstol, prengué la decisió de partir, prenent en consideració l'opinió del pilot i del patró, partidaris d'hivernar al port de Fenice, que era el millor preparat per passar-hi l'hivern.
- Personatges: el centurió encarregat de la custòdia dels presoners, entre ells Pau, anomenat Juli. Es menciona també Aristarc, macedoni natural de Tessalònica, que acompanyà Pau almenys durant una part del viatge.

### A l'illa de Malta
- Esdeveniments: episodi de la mossegada de la serp. Pau fou mossegat per un escurçó que es trobava entre les branques. Tot seguit, els natius de l'illa interpretaren el fet com un signe desfavorable envers Pau, però, en no patir cap mal, els natius canviaren d'opinió.
- Personatges: els natius de l'illa i el principal del lloc, a més del seu pare, que és guarit a través de l'Esperit.[3]

### Arribada a Roma
- Recorregut: la navegació es remprengué, embarcaren en una nau alexandrina. Arribaren a Siracusa, capital de Sicília. Des d'allà per la costa arribaren al port de Pozzuoli i des d'aquí per terra anaren fins a Roma.
- Esdeveniments: a Siracusa hi romangueren tres dies, a Pozzuoli una setmana, en companyia de germans. Finalment, a Roma, foren rebuts per cristians d'aquesta ciutat, sabedors que Pau hi arribava.
- Personatges: els cristians de Roma i el soldat encarregat de la seva custòdia.[4]